# Саут-Кейнан Тауншип (округ Вейн, Пенсільванія)
Саут-Кейнан Тауншип (англ. South Canaan Township) — селище (англ. township) в США, в окрузі Вейн штату Пенсільванія. Населення — 1793 особи (2020).

## Демографія
Згідно з переписом 2010 року, у селищі мешкало 1768 осіб у 645 домогосподарствах у складі 487 родин. Було 762 помешкання
Расовий склад населення:
| - 96,9 % — білих - 1,1 % — азіатів - 0,5 % — чорних або афроамериканців - 0,2 % — корінних американців |

До двох чи більше рас належало 1,3 %. Частка іспаномовних становила 1,3 % від усіх жителів.
За віковим діапазоном населення розподілялося таким чином: 24,2 % — особи молодші 18 років, 58,8 % — особи у віці 18—64 років, 17,0 % — особи у віці 65 років та старші. Медіана віку мешканця становила 42,3 року. На 100 осіб жіночої статі у селищі припадало 107,0 чоловіків;  на 100 жінок у віці від 18 років та старших — 104,7 чоловіків також старших 18 років.
Середній дохід на одне домашнє господарство  становив 58 570 доларів США (медіана — 49 191), а середній дохід на одну сім'ю — 64 988 доларів (медіана — 56 875). Медіана доходів становила 46 538 доларів для чоловіків та 34 063 долари для жінок. За межею бідності перебувало 11,2 % осіб, у тому числі 10,6 % дітей у віці до 18 років та 4,2 % осіб у віці 65 років та старших.
Цивільне працевлаштоване населення становило 607 осіб. Основні галузі зайнятості: освіта, охорона здоров'я та соціальна допомога — 25,2 %, будівництво — 14,3 %, виробництво — 12,9 %.